# Schloss Wimsbach

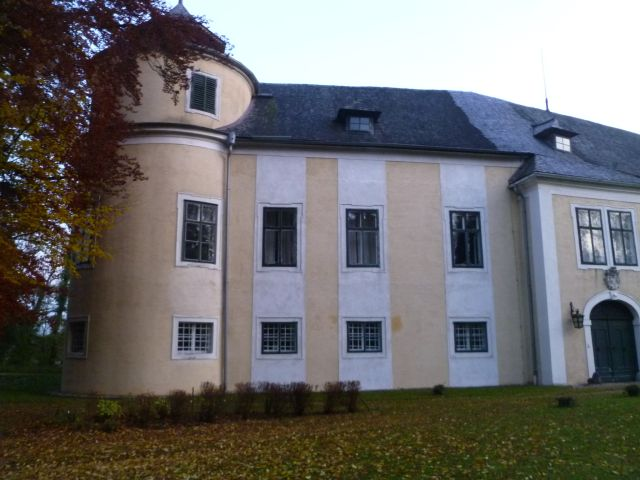
Eingangsfassade des Schlosses Wimsbach

Schloss Wimsbach ist ein denkmalgeschützter Schlossbau in der oberösterreichischen Gemeinde Bad Wimsbach-Neydharting. Er geht auf einen mittelalterlichen Ansitz der Familie von Witimspach aus dem 13. Jahrhundert zurück, der in der ersten Hälfte des 17. Jahrhunderts nach einem Brand von der Familie von Starhemberg zu einem Schloss umgebaut wurde. Durch Veränderungen im 18. Jahrhundert erhielt die Anlage ihr heutiges Aussehen.
Schloss und Schlosspark befinden sich in Privatbesitz, und Besichtigungen sind nur nach Vereinbarung möglich. Sowohl Schloss als auch der dazugehörende Meierhof am Rande des Schlossparks stehen aber für Veranstaltungen, Hochzeiten usw. zur Verfügung.

## Geschichte des Schlosses
Das heutige Schloss war – wie Grabungen belegen – ursprünglich eine mit Ringmauer, Wehrtürmen und Gräben versehene spätmittelalterliche Burg, die 1243 als Eigentum der Brüder Ulrich und Alram de Witimspach (auch Witinspach und Widemsbach) erstmals urkundlich erwähnt wurde. Im Jahr 1291 und 1320 gehörte die Anlage Wernhard und Eberhard von Witimspach. Auf deren Geschlecht folgte 1438 Helmhart Aczpek als Burgherr, der die Burg 1469 an Lamprecht Aspan aus der Familie Aspan von Haag verkaufte. Diese hatte ihren Hauptsitz auf der Burg Lichtenhag bei Gramastetten. Nach dem Tod Jakob Aspans 1584 kam sein noch unmündiger Sohn David unter die Vormundschaft von Helmhart Jörger von Tollet. Dieser verkaufte die Burg und zugehörige Herrschaft 1585 an den Grafen Gundaker von Starhemberg.

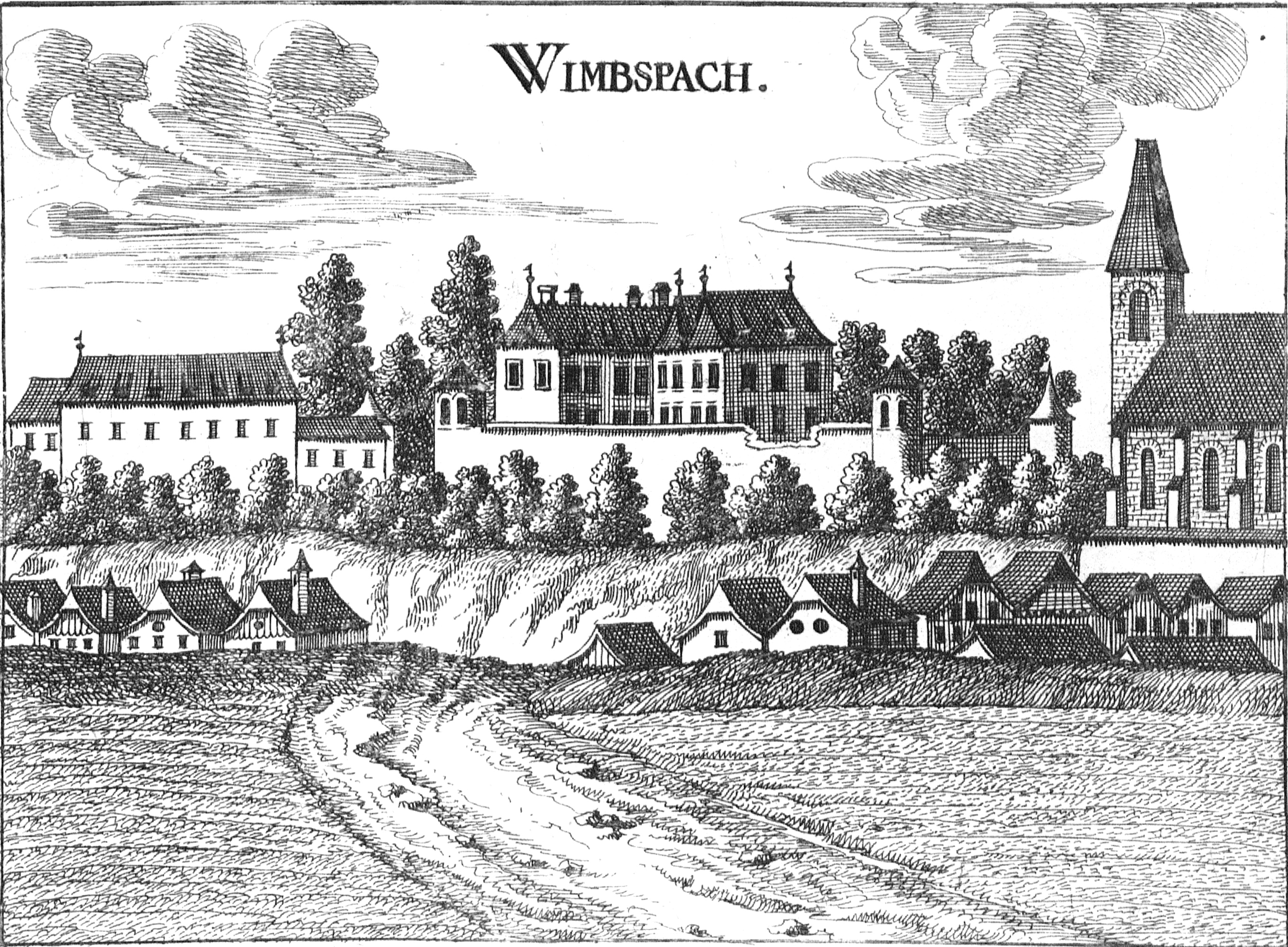
Wimsbach mit dem Schloss auf einem Stich von Georg Matthäus Vischer, 1674

1626 wurde die Burg während des oberösterreichischen Bauernkriegs von aufständischen Bauern eingenommen und – wie der gesamte Markt – gebrandschatzt, anschließend aber als wohnlicheres Schloss wiederaufgebaut. Dieses gelangte 1649 durch Heirat an Ulrich Kainicher, von dem es 1651 Graf Konrad Balthasar von Starhemberg kaufte. Der neue Schlossherr erwarb im selben Jahr auch die benachbarte Herrschaft Neydharting, die er mit dem Besitz Wimsbach vereinte. 1799 oder 1807 verkaufte Graf Georg Adam von Starhemberg die Herrschaft Wimsbach-Neydharting samt dem im zweiten Viertel des 18. Jahrhunderts umgestalteten Schloss an Anton Carl Hafferl, dessen Familie bis 1860 Eigentümerin blieb, ehe sie die Anlage in jenem Jahr an den Grafen Karl von Hallwyl verkaufte. Dieser veräußerte sie zehn Jahre später weiter an den Freiherrn Moritz von Schnapper.
1892 vererbte Maria Freiin von Schnapper das Gebäude an Frau Weisweiller. 1938 enteignet, diente das Schloss während des Zweiten Weltkrieges als Erholungsheim für die Beschäftigten der Hermann-Göring-Werke (heute voestalpine). Nach dem Kriegsende ging der Besitz zurück an Moritz Weisweiller, dessen Familie die Anlage heute noch gehört.

## Beschreibung

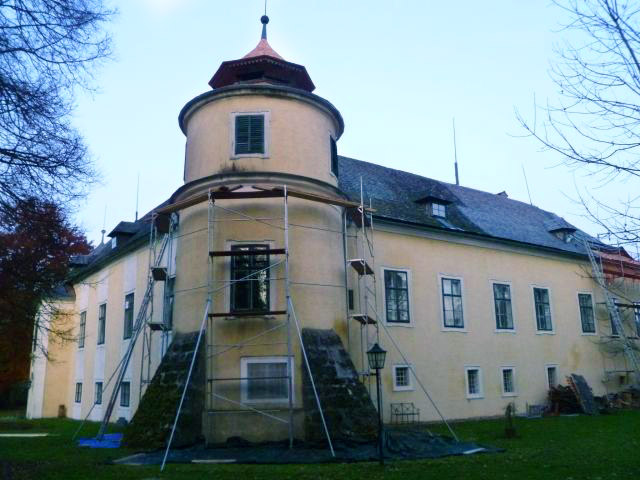
Südlicher Eckturm des Schlosses

Schloss Wimsbach steht am Steilhang der Uferterrasse des Wimsbaches und beherrscht die Brücke mit der Straße von Lambach nach Vorchdorf. Das Gebäude ist von einem landschaftlich gestalteten Schlosspark umgeben, der teils terrassiert und teils modelliert worden ist. Zu dem im Park wachsenden Pflanzen zählen Rosskastanie, Platane, Blutbuche, Weißbunter Eschen-Ahorn, Lawsons Scheinzypresse, Eibe und Virginischer Wacholder. Vom einstigen Ziergarten des Schlosses ist nur noch wenig erhalten, darunter ein kreisrundes Wasserbecken.
Das Schlossgebäude ist im Kern noch spätgotisch. Sein Torturm und die nordöstliche Hälfte der Anlage stammen aus der Zeit der Wende von Spätmittelalter zur Renaissance, jedoch ist sein heutiges Äußeres durch Umgestaltungen im 18. Jahrhundert geprägt. Das Gebäude besitzt einen Grundriss in Form eines unregelmäßigen Siebenecks, dessen Trakte einen rechteckigen Innenhof umgeben. Seine zwei verputzten Geschoße sind von einem Dach abgeschlossen, das durchgehend mit Holzschindeln gedeckt ist.

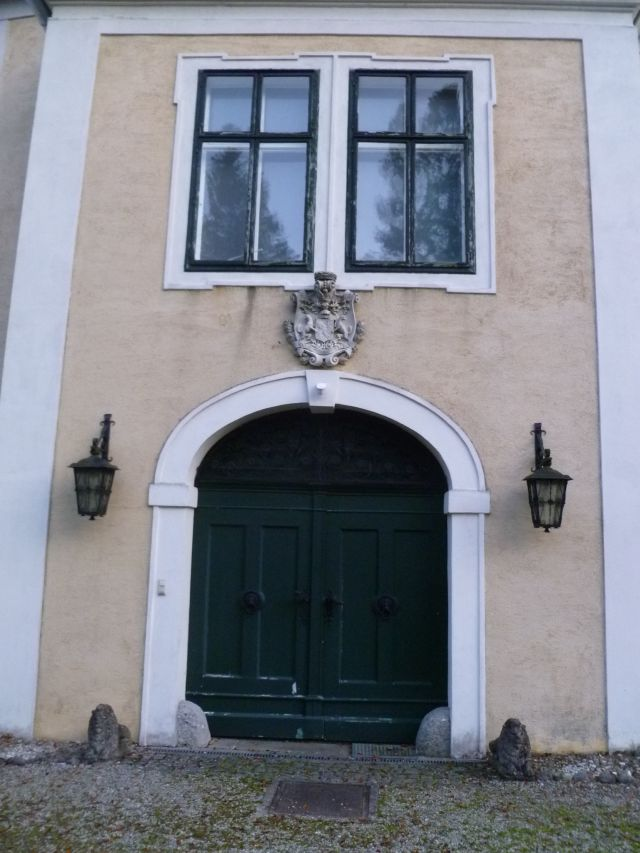
Schlossportal

Die siebenachsige Schau- und Eingangsfassade an der Nordwestseite ist von zwei runden Ecktürmen mit pagodenartigem Dach flankiert. Sie überragen das Gebäude um ein Geschoß, und ihr oberstes Geschoß ist durch ein barockes Traufgesims von den beiden darunter liegenden Geschoßen geschieden. Der südliche der beiden Türme ist durch zwei kräftige Strebepfeiler abgestützt. Ein Knick in der Schauseite ist durch den aus der Mauerflucht hervortretenden Torturm betont. Von seinen einstigen Geschoßen sind heute nicht mehr alle erhalten. Über seinem korbbogigen Tor findet sich das Wappen der Freiherren von Schnapper und ihre Familiendevise Labor nobilitat (deutsch Arbeit adelt) sowie ein gekuppeltes Fenster. Bei Restaurierungsarbeiten an der Außenfassade zwischen 1985 und 1987 stellte sich heraus, dass der Eingang des Schlosses ursprünglich nicht an der heutigen Stelle, sondern genau gegenüber an der Südostseite des Schlosses lag.
Die gewölbte Torhalle führt in einen Innenhof mit zweigeschoßigen Arkaden an drei Seiten. Der Laubengang im ersten Stockwerk ist verglast, während die Arkadengänge im Erdgeschoß offen sind. Deren Korbbögen werden von schweren Säulen aus grobem Konglomeratstein getragen. Sie scheinen aus dem 16. Jahrhundert zu stammen. Die Bögen im Obergeschoß ruhen auf toskanischen Säulen. Alle Laubengänge besitzen gewölbte Decken in Form von Stichkappentonnen und gleichen damit der Mehrheit der Gewölbedecken im Erdgeschoß des Schlosses. Gegenüber dem Hofeingang steht in einer Nische das steinerne Wasserbecken eines barocken Brunnens.
Die Nordostfassade ist durch Fenster in vier Achsen unterteilt. Alle Fenster der Schlossfassaden sind von Putzleisten mit verkröpften Ecken gerahmt. Im nördlichen Bereich der elfachsigen Südostfassade befindet sich ein Balkon, der auf drei wuchtigen Pfeilern jüngeren Datums ruht. Die Südwestfassade ist siebenachsig.

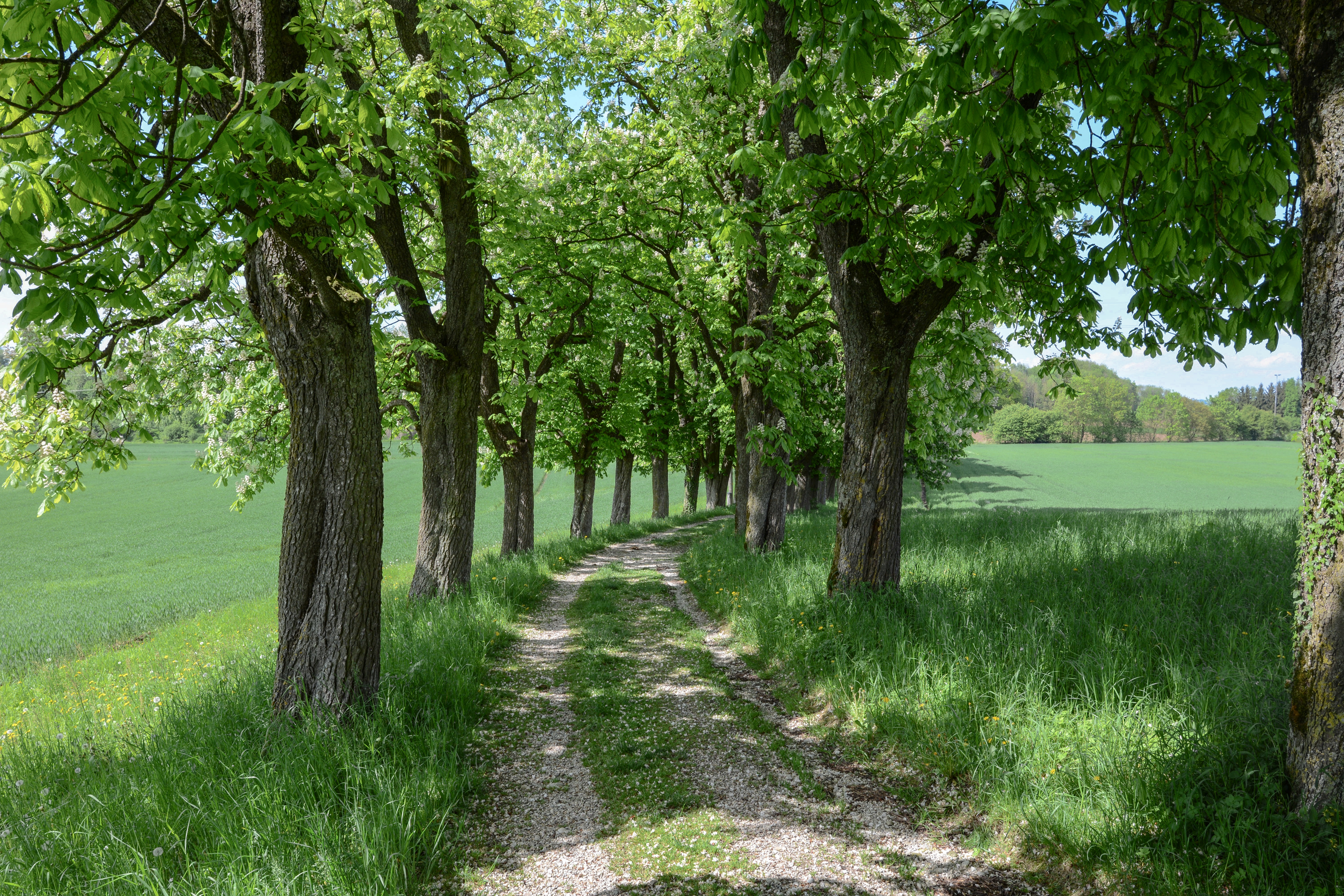
Zum Schloss gehörende Kastanienallee

Zum Schlossbesitz gehört eine Kastanienallee, die von der katholischen Pfarrkirche Wimsbachs nach Norden führt. Sie zählt zu den längsten Alleen der Welt und wurde angeblich angelegt, weil die Damen des Schlosses im Schatten der Bäume zum naheliegenden Wald spazieren wollten.